# Английский пирог с миногами
Английский пирог с миногами (англ. Lamprey pie) — традиционный английский пирог, приготовленный с морскими или европейскими речными миногами. В средневековой Англии миноги были деликатесом для богатых, их часто преподносили королевской семье в попытке завоевать благосклонность монарха. В Великобритании пирог с миногами до сих пор подают в церемониальных целях по особым случаям, таким как коронации и юбилеи.

## История
В городе Глостере стало традицией дарить монарху пирог с миногами каждое Рождество. В 1200 году город был оштрафован на 40 марок (что эквивалентно 47 000 фунтов стерлингов в 2023 году) за непредоставление пирога. Ежегодная традиция прекратилась в 1836 году, но в 1893 году она была возрождена, когда мэр Глостера Джон А. Мэтьюз пожелал отправить пирог королеве Виктории в её юбилейный год. Пирог ежегодно готовила и отправляла компания John A. Fisher and Sons, Ltd., пока в 1917 году король Георг V не потребовал приостановить дарение до окончания Первой мировой войны, после чего традиция не была возобновлена.
Миноги — это паразитические плотоядные бесчелюстные, обитающие в солёной и пресной воде. В Европе морская и речная минога имеют долгую историю как продукт питания. Их употребляли в пищу римляне по крайней мере с I века нашей эры, и они считались пищей высокого статуса. В средневековой Европе они приобрели особую популярность в качестве пищи, которую можно было есть в постные дни. Эта еда стала ассоциироваться со средневековым Рождеством, поскольку Рождественский сочельник, последний день Адвента, был постным днём. Миноги были популярным продуктом питания королевской семьи; Генрих I, по словам летописца Генриха Хантингдонского, умер в 1135 году после того, как съел слишком много миног во время кампании в Северной Франции.
Основным источником миног для английской королевской семьи была река Северн в Глостере; землевладельцы, ищущие благосклонности королевских особ, часто преподносили им миног. Миноги были дорогой роскошью: граф Честер подарил королю Иоанну одну миногу и получил взамен верховую лошадь. Чтобы пополнить казну, король Иоанн продавал простолюдинам лицензии, позволяющие есть миног, по два шиллинга за штуку. Пик сезона добычи миног приходится на март, апрель и май, что делает их дефицитными в период Рождества.

## Пирог
К 1200 году для города Глостер стало традицией отправлять английскому монарху пирог каждый год, и король Иоанн оштрафовал город на 40 марок или 26 фунтов 13 шиллингов 4 пенса (что эквивалентно 47 000 фунтов стерлингов в 2023 году) за то, что он не отправил пирог на Рождество. К моменту правления Эдуарда III (1327—1377) миноги несколько подешевели, но оставались достаточно дорогими. Морис де Беркли, 4-й барон Беркли (ок. 1330—1368) отправил Эдуарду двух миног по цене 6 фунтов 7 шиллингов 2 пенса (эквивалентно 5800 фунтов стерлингов в 2023 году). Обычай Глостера посылать монарху на Рождество пирог с миногами, украшенный позолоченными украшениями, прекратил своё существование в 1836 году, когда его посчитали слишком дорогим.
Пирог с миногами оставался деликатесом в Англии до начала XIX века; его иногда называли пирогом политиков. Маргарет Тейлор в 1795 году описала рецепт пирога с миногами: «очистить, вымыть и приправить их сладкими приправами; положить их в тесто с дольками цитрона и лимона; смазать маслом и закрыть пирог». Другие рецепты предполагали, что миног запекают в сиропе в пироге с корочкой, после чего корочку открывают и вливают вино и специи. Затем их выкладывают на хлеб на подогретом блюде, после чего миногу тонко нарезают и кладут сверху. Минога удобна для пирога тем, что не имеет костей. В современных рецептах пирога с миногами их предварительно обжаривают с луком, затем укладывают на раскатанное песочное или слоёное тесто и накрывают сверху другим листом теста.

## Упадок и наследие
Количество миног в английских реках снизилось в XIX веке, возможно, вследствие увеличения числа плотин. Говорят, что минога исчезла из верховьев реки Северн к середине века, и дальнейшее снижение численности было заметно с 1865 года. Сейчас её редко ловят в реке Северн или Бристольском заливе, и она является охраняемым видом. В Британии сохранился единственный промысел миног на реке Уз в Йоркшире, где её в основном продают в качестве наживки для рыбалки. Миноги остаются популярной едой в Скандинавии, странах Балтии и на атлантическом побережье континентальной Европы, где их едят как деликатес.
Пирог с миногами по-прежнему преподносится Глостером монарху Соединённого Королевства в особых случаях. Пирог весом 20 фунтов (9,1 кг) был преподнесён к коронации Елизаветы II в 1953 году. Хотя миног поставляла компания из Глостера, их привозили из Гримсби. Пирог также преподнесли к Серебряному юбилею Елизаветы II в 1977 году. К моменту Бриллиантового юбилея 2012 года британских миног уже нельзя было достать, и использовались миноги из Великих озёр в Северной Америке. Для коронации Карла III и Камиллы в 2023 году, традиционный пирог был приготовлен из свинины и украшен двумя миногами, вылепленными из теста, что было сделано из-за сокращения численности миног в Британии.